# F1 Academy Sezon 2023
F1 Academy 2023 – pierwszy sezon F1 Academy.

## Lista startowa
Wszystkie zawodniczki korzystają z samochodów Tatuus T421-Autotecnica.
| Zespół         | Nr | Kierowca          |
| -------------- | -- | ----------------- |
| ART Grand Prix | 1  | Léna Bühler       |
| ART Grand Prix | 2  | Carrie Schreiner  |
| ART Grand Prix | 3  | Chloe Grant       |
| Campos Racing  | 4  | Nerea Marti       |
| Campos Racing  | 5  | Lola Lovinfosse   |
| Campos Racing  | 6  | Maite Cáceres     |
| MP Motorsport  | 7  | Amna Al Qubaisi   |
| MP Motorsport  | 8  | Hamda Al Qubaisi  |
| MP Motorsport  | 9  | Emely de Heus     |
| PREMA Racing   | 10 | Bianca Bustamante |
| PREMA Racing   | 11 | Chloe Chong       |
| PREMA Racing   | 12 | Marta Garcia      |
| Rodin Carlin   | 14 | Jessica Edgar     |
| Rodin Carlin   | 15 | Abbi Pulling      |
| Rodin Carlin   | 16 | Megan Gilkes      |

## Kalendarz wyścigów[21]
Kalendarz wyścigów został ogłoszony 23 lutego 2023
| Runda | Runda | Tor                            | Data               | Impreza towarzysząca                   |
| ----- | ----- | ------------------------------ | ------------------ | -------------------------------------- |
| 1     | W1    | Red Bull Ring                  | 28-29 kwietnia     | P9 Challenge                           |
| 1     | W2    | Red Bull Ring                  | 28-29 kwietnia     | P9 Challenge                           |
| 1     | W3    | Red Bull Ring                  | 28-29 kwietnia     | P9 Challenge                           |
| 2     | W1    | Circuit Ricardo Tormo          | 5-7 maja           | NASCAR Whelen Euro Series              |
| 2     | W2    | Circuit Ricardo Tormo          | 5-7 maja           | NASCAR Whelen Euro Series              |
| 2     | W3    | Circuit Ricardo Tormo          | 5-7 maja           | NASCAR Whelen Euro Series              |
| 3     | W1    | Circuit de Barcelona-Catalunya | 19-21 maja         | Formula Regional European Championship |
| 3     | W2    | Circuit de Barcelona-Catalunya | 19-21 maja         | Formula Regional European Championship |
| 3     | W3    | Circuit de Barcelona-Catalunya | 19-21 maja         | Formula Regional European Championship |
| 4     | W1    | Circuit Zandvoort              | 23-25 czerwca      | Deutsche Tourenwagen Masters           |
| 4     | W2    | Circuit Zandvoort              | 23-25 czerwca      | Deutsche Tourenwagen Masters           |
| 4     | W3    | Circuit Zandvoort              | 23-25 czerwca      | Deutsche Tourenwagen Masters           |
| 5     | W1    | Autodromo Nazionale di Monza   | 7-9 lipca          | World Endurance Championship           |
| 5     | W2    | Autodromo Nazionale di Monza   | 7-9 lipca          | World Endurance Championship           |
| 5     | W3    | Autodromo Nazionale di Monza   | 7-9 lipca          | World Endurance Championship           |
| 6     | W1    | Circuit Paul Ricard            | 29-30 lipca        |                                        |
| 6     | W2    | Circuit Paul Ricard            | 29-30 lipca        |                                        |
| 6     | W3    | Circuit Paul Ricard            | 29-30 lipca        |                                        |
| 7     | W1    | Circuit of the Americas        | 20-22 października | Formuła 1                              |
| 7     | W2    | Circuit of the Americas        | 20-22 października | Formuła 1                              |
| 7     | W3    | Circuit of the Americas        | 20-22 października | Formuła 1                              |

## Wyniki
| Runda | Runda | Tor                            | Pole position    | Pole position    | Najszybsze okrążenie | Najszybsze okrążenie | Najszybsze okrążenie | Najszybsze okrążenie | Zwycięzca (kierowca) | Zwycięzca (kierowca) | Zwycięzca (kierowca) | Zwycięzca (zespół) | Zwycięzca (zespół) |
| ----- | ----- | ------------------------------ | ---------------- | ---------------- | -------------------- | -------------------- | -------------------- | -------------------- | -------------------- | -------------------- | -------------------- | ------------------ | ------------------ |
| 1     | W1    | Red Bull Ring                  | Marta Garcia     | Marta Garcia     | Marta Garcia         | Marta Garcia         | Marta Garcia         | Marta Garcia         | Marta Garcia         | Marta Garcia         | Marta Garcia         | Prema Racing       | Prema Racing       |
| 1     | W2    | Red Bull Ring                  |                  |                  | Amna Al Qubaisi      | Amna Al Qubaisi      | Amna Al Qubaisi      | Amna Al Qubaisi      | Amna Al Qubaisi      | Amna Al Qubaisi      | Amna Al Qubaisi      | MP Motorsport      | MP Motorsport      |
| 1     | W3    | Red Bull Ring                  | Marta Garcia     | Marta Garcia     | Abbi Pulling         | Abbi Pulling         | Abbi Pulling         | Abbi Pulling         | Marta Garcia         | Marta Garcia         | Marta Garcia         | Prema Racing       | Prema Racing       |
| 2     | W1    | Circuit Ricardo Tormo          | Nerea Marti      | Nerea Marti      | Hamda Al Qubaisi     | Hamda Al Qubaisi     | Hamda Al Qubaisi     | Hamda Al Qubaisi     | Hamda Al Qubaisi     | Hamda Al Qubaisi     | Hamda Al Qubaisi     | MP Motorsport      | MP Motorsport      |
| 2     | W2    | Circuit Ricardo Tormo          |                  |                  | Hamda Al Qubaisi     | Hamda Al Qubaisi     | Hamda Al Qubaisi     | Hamda Al Qubaisi     | Bianca Bustamante    | Bianca Bustamante    | Bianca Bustamante    | Prema Racing       | Prema Racing       |
| 2     | W3    | Circuit Ricardo Tormo          | Marta Garcia     | Marta Garcia     | Marta Garcia         | Marta Garcia         | Marta Garcia         | Marta Garcia         | Marta Garcia         | Marta Garcia         | Marta Garcia         | Prema Racing       | Prema Racing       |
| 3     | W1    | Circuit de Barcelona-Catalunya | Emely de Heus    | Emely de Heus    | Léna Bühler          | Léna Bühler          | Léna Bühler          | Léna Bühler          | Emely de Heus        | Emely de Heus        | Emely de Heus        | MP Motorsport      | MP Motorsport      |
| 3     | W2    | Circuit de Barcelona-Catalunya |                  |                  | Amna Al Qubaisi      | Amna Al Qubaisi      | Amna Al Qubaisi      | Amna Al Qubaisi      | Amna Al Qubaisi      | Amna Al Qubaisi      | Amna Al Qubaisi      | MP Motorsport      | MP Motorsport      |
| 3     | W3    | Circuit de Barcelona-Catalunya | Léna Bühler      | Léna Bühler      | Hamda Al Qubaisi     | Hamda Al Qubaisi     | Hamda Al Qubaisi     | Hamda Al Qubaisi     | Léna Bühler          | Léna Bühler          | Léna Bühler          | ART Grand Prix     | ART Grand Prix     |
| 4     | W1    | Circuit Zandvoort              | Hamda Al Qubaisi | Hamda Al Qubaisi | Hamda Al Qubaisi     | Hamda Al Qubaisi     | Hamda Al Qubaisi     | Hamda Al Qubaisi     | Hamda Al Qubaisi     | Hamda Al Qubaisi     | Hamda Al Qubaisi     | MP Motorsport      | MP Motorsport      |
| 4     | W2    | Circuit Zandvoort              |                  |                  | Abbi Pulling         | Abbi Pulling         | Abbi Pulling         | Abbi Pulling         | Carrie Schreiner     | Carrie Schreiner     | Carrie Schreiner     | ART Grand Prix     | ART Grand Prix     |
| 4     | W3    | Circuit Zandvoort              | Hamda Al Qubaisi | Hamda Al Qubaisi | Hamda Al Qubaisi     | Hamda Al Qubaisi     | Hamda Al Qubaisi     | Hamda Al Qubaisi     | Hamda Al Qubaisi     | Hamda Al Qubaisi     | Hamda Al Qubaisi     | MP Motorsport      | MP Motorsport      |
| 5     | W1    | Autodromo Nazionale di Monza   | Marta Garcia     | Marta Garcia     | Chloe Chong          | Chloe Chong          | Chloe Chong          | Chloe Chong          | Marta Garcia         | Marta Garcia         | Marta Garcia         | Prema Racing       | Prema Racing       |
| 5     | W2    | Autodromo Nazionale di Monza   |                  |                  | Abbi Pulling         | Abbi Pulling         | Abbi Pulling         | Abbi Pulling         | Léna Bühler          | Léna Bühler          | Léna Bühler          | ART Grand Prix     | ART Grand Prix     |
| 5     | W3    | Autodromo Nazionale di Monza   | Abbi Pulling     | Abbi Pulling     | Marta Garcia         | Marta Garcia         | Marta Garcia         | Marta Garcia         | Bianca Bustamante    | Bianca Bustamante    | Bianca Bustamante    | Prema Racing       | Prema Racing       |
| 6     | W1    | Circuit Paul Ricard            | Abbi Pulling     | Abbi Pulling     | Nerea Marti          | Nerea Marti          | Nerea Marti          | Nerea Marti          | Nerea Marti          | Nerea Marti          | Nerea Marti          | Campos Racing      | Campos Racing      |
| 6     | W2    | Circuit Paul Ricard            |                  |                  | Marta Garcia         | Marta Garcia         | Marta Garcia         | Marta Garcia         | Marta Garcia         | Marta Garcia         | Marta Garcia         | Prema Racing       | Prema Racing       |
| 6     | W3    | Circuit Paul Ricard            | Léna Bühler      | Léna Bühler      | Marta Garcia         | Marta Garcia         | Marta Garcia         | Marta Garcia         | Marta Garcia         | Marta Garcia         | Marta Garcia         | Prema Racing       | Prema Racing       |
| 7     | W1    | Circuit of the Americas        | Marta Garcia     | Marta Garcia     | Marta Garcia         | Marta Garcia         | Marta Garcia         | Marta Garcia         | Marta Garcia         | Marta Garcia         | Marta Garcia         | Prema Racing       | Prema Racing       |
| 7     | W2    | Circuit of the Americas        |                  |                  | Abbi Pulling         | Abbi Pulling         | Abbi Pulling         | Abbi Pulling         | Hamda Al Qubaisi     | Hamda Al Qubaisi     | Hamda Al Qubaisi     | MP Motorsport      | MP Motorsport      |
| 7     | W3    | Circuit of the Americas        | Jessica Edgar    | Jessica Edgar    | Jessica Edgar        | Jessica Edgar        | Jessica Edgar        | Jessica Edgar        | Jessica Edgar        | Jessica Edgar        | Jessica Edgar        | Rodin Carlin       | Rodin Carlin       |